# Калцит
Калцитът е един от най-широко разпространените минерали в земната кора и най-стабилната полиморфна модификация на CaCO3.  Съотношението на химичните елементи в състава му е калций - 40,04%, въглерод - 12,00% и кислород - 47,96%. Среща се в седиментни, магмени и метаморфни скали. Със същия химичен състав, но различна структура са и минералите арагонит с псевдохексагонална структура и фатерит, кристализиращ като хексагонални плочки.
Калцитът получава наименованието си от гръцката дума „калкс“, което означава свеждане до прах чрез нагряване, използвано като име и за варта.
Калцитът образува красиви кристали, свързани с горещите водни разтвори и изгражда огромни комплекси от варовици и мрамори. Най-често образува ромбоедри, скаленоедри, срастъци, зърнести агрегати. Под влияние на високите температури и налягане в дълбочинните пластове, прораства в едри зърнести маси, като варовиците се превръщат в мрамори. Минералът е съставна част на черупките (раковините) на много организми и на кораловите рифове.

## Морфология
Калцитът може да бъде седиментогенен, метаморфогенен (варовици и мраморни скали) и хидротермален. Образуването му е в тясна връзка с геохимичните отнасяния на калция и СО2. Калцият е един от осемте най-разпространени елемента в земната кора, който се явява изключително като двувалентен катион Са2+. При ендогенни условия се формират едни от основните скалообразуващи силикатни минерали, в които той се съдържа в значителни количества. При хидротермалния стадий образува главно калцит и флуорит, като калцият се изтегля от околните скали. Калцитът се среща богат на форми и с разнообразен хабитус, отложен обикновено като най-късен продукт върху сулфиди и друг тип минерали. Среща се на едри, груби кристали, като плътна голяма маса от дребни, неразличими кристали или във вид на сталактити и сталагмити. Рядко образува вулканични скали (карбонатити). Създава изключително разнообразни по вид кристали — скаленоедрични, ромбоедрични, пластинчати, призматични, стълбчести, псевдокубични. В процеса на тяхното израстване кристалният хабитус може да се промени и тогава възникват преходни форми. Особено ефектно изглеждат прозрачните кристали, в състава на които са включени други калцитови форми — скаленоедър в ромбоедър, ромбоедър в призма и т.н.
При екзогенни условия калцият образува обикновено разтворим бикарбонат, който се отнася в големите водни басейни. Отлагането на СаСО3 в тези случаи често се извършва поетапно в следния ред: гел ⇒ фатерит ⇒ арагонит ⇒ калцит.
Калцият се свързва като калцит и по биогенен път чрез растенията и животните. Растенията извличат СО2 от бикарбонатните разтвори и намаляват разтворимостта на СаСО3. Животните го използват за изграждането на черупки, които по-късно се отлагат на морското дъно. Разтворимостта му в морската вода зависи от температурата, парциалното налягане на СО2 и съдържанието на соли в нея. Студената вода съдържа по-големи количества СО2 от топлата, поради което разтваря повече калциев карбонат. Студените полярни течения, наситени с СаСО3 при пътуването си към екватора се пресищат и започват да го утаяват. Такова утаяване се наблюдава и в устията на някои реки при смесването на речна и морска вода.
Често съдържа примеси и създава варианти — с примеси от желязо - ферокалцит, от манган - манганокалцит, от кобалт - кобалтов калцит и други. Те го оцветяват в най-различни цветове и го правят мътен и непрозрачен. Слоестите разноцветни агрегати се означават като мраморен оникс. Кавернозните агрегати се означават като бигор или травертин. Неустойчив (разтворим) е срещу изветрителни процеси. Реагира с всички видове киселини, при което се образува въглероден диоксид. Ако се залее с разредена солна киселина шуми и кипи, което служи за начин за диагностицирането му.

## Структура
Калцитът има тригонално-скаленоедрична структура с ромбоедрични или хексагонални клетки. При ниско налягане и температура от 800 до 1000 °С минералът претърпява превръщания, свързани с нарушаване на подреждането на СО3-групите, поради завъртането им. При налягане от 15 kbar и стайна температура той преминава в моноклинната модификация СаСО3(ІІ).
Среща се във вид на зърнести агрегати (мрамори и варовици), плътни или влакнести маси (последните са известни като „копринен шпат“), сталактитовиден, оолитен, кораловиден до землест и даже прашест. Видът на калцитовите кристали е извънредно разнообразен, като са познати повече от 600 прости форми – от тънко плочест до дългопризматичен, ромбоедричен или скаленоедричен.

## Физически характеристики
- Цвят — Обикновено бели или безцветни, но се срещат и светло оцветени в сив, розов, червен, зелен, син, жълт, кафяв, оранжев оттенък.[5] Включвания от тънкодисперсен пирит му придава зелена или черна окраска, от хлорит или никел – зелена, от хематит или киновар (цинобарит) – червена, от гьотит – жълта, от кобалт – розова.[7]
- Черта – бяла[3]
- Прозрачност – прозрачен, полупрозрачен до непрозрачен[3]
- Блясък – стъклен, перлен[3]
- Твърдост по скалата на Моос – 3[5]
- Относително тегло – 2,7102(2) g/cm3, но варира в зависимост от примесите[1]
- Цепителност[1]

– Съвършена по (1011), която се дължи на слабите връзки в халитоподобната му структура.
– Понякога е с отделност по (0112), съответстваща на полисинтетни ламели, получени при натиск с посока, еднаква с посоката на транслация в структурата.
- Лом – мидест[6]
- Чупливост – крехък и чуплив[3]
- Молекулно тегло — 100,09 gm[3]
- Радиоактивност – няма

## Оптични свойства
- Тип – едноосен кристал[8]
- Показател на пречупване – nω = 1,640-1,660; nε = 1,486[8]
- Максимално двойно лъчепречупване – δ = 0,154 – 0,174[8]
- Оптически релеф – нисък[8]
- Луминесценция – в зависимост от примесите някои калцити са луминесцентни
- Флуоресценция - някои видове флуоресцират при облъчване с ултравиолетови или рентгенови лъчи или с електрони, дори понякога и на слънчева светлина — в жълто, синьо, червено или зелено.[1][3][6]

## Кристалографски свойства
- Кристална структура – тригонална хексагонална (32/m)[6]
- Сингония – тригонална[5]
- Пространствена група – R3c (R3 2/c)[8]
- Параметри на клетката – a = 4.9896(2) Å, c = 17.061(11) Å[8]

## Други характеристики
- Клас – карбонати[1]
- Група – калцит-арагонитова[1]
- IMA статус – действителен, описан преди 1959 година[3]
- Название – 1845 година от J.C. Freiesleben[6][7]
- Свързани минерали – гасперит, магнезит, отавит, родохрозит, сидерит[6]
- Типични примеси – Mn, Fe, Zn, Co, Ba, Sr, Pb, Mg, Cu, Al, Ni, V, Cr, Mo[6]
- Произход на името – от латинското calx (калкс), означаващо довеждане до прах чрез нагряване, използвано като име за варта.[5]
- Особености – Характерна особеност на кристалния прозрачен калцит е способността му за двойно лъчепречупване, като при това удвоява разглежданите през него предмети. Това му свойство се използва при изработването на оптически прибори.[5]

## Употреба
Варовиците и мраморите, които са изградени от калцит, намират широко приложение като строителен облицовъчен материал, като флюс в металургичната промишленост, като суровина за получаване на вар, селскостопански добавки и други. Използва се в бита, в химическата, стъкларската, хранително-вкусовата, хартиената промишленост, в оптиката. Воднобистрият калцит (исландски шпат), който представлява прозрачна, бездефектна разновидност със силен ефект на двойно пречупване на светлината, се използва за поляризатори и призми на микроскопи и други оптични уреди.

## Находища
Най-големите находища на калцит се намират в Хелгустадир и Ескифиорд в Исландия. Там в продължение на много години е получаван калцит с много добри оптически качества. Там е намерен и най-големият калцитов кристал с размери 6/2 метра. Други находища в Европа са тези в Къмбърланд в Англия, Конгсберг в Норвегия и Пшибръм в Чехия. При Фонтенбло до Париж се срещат т.нар. песъчливи калцити, представляващи калцит с около 50% пясък. Големи находища на оптически калцит има още в Източен Сибир и в Южна Африка. В Русия най-добри образци на калцит се добиват в Далнегорск, Приморски край. Мраморен оникс се добива в Египет, Алжир, Мексико и Турция.
В България най-добре оформени калцитови кристали и друзи, с голямо богатство на формите, се намират в хидротермалните жили в Бургаските медни находища, Маданските и Лъкинските оловно-цинкови орудявания. Мраморите и варовиците са широко разпространени в Северна България, Родопите, Рила, Пирин. В такива райони се формират пещери със сталактити и сталагмити.